# Heimatmuseum Marienfeld

Lage des Heimatmuseums Marienfeld

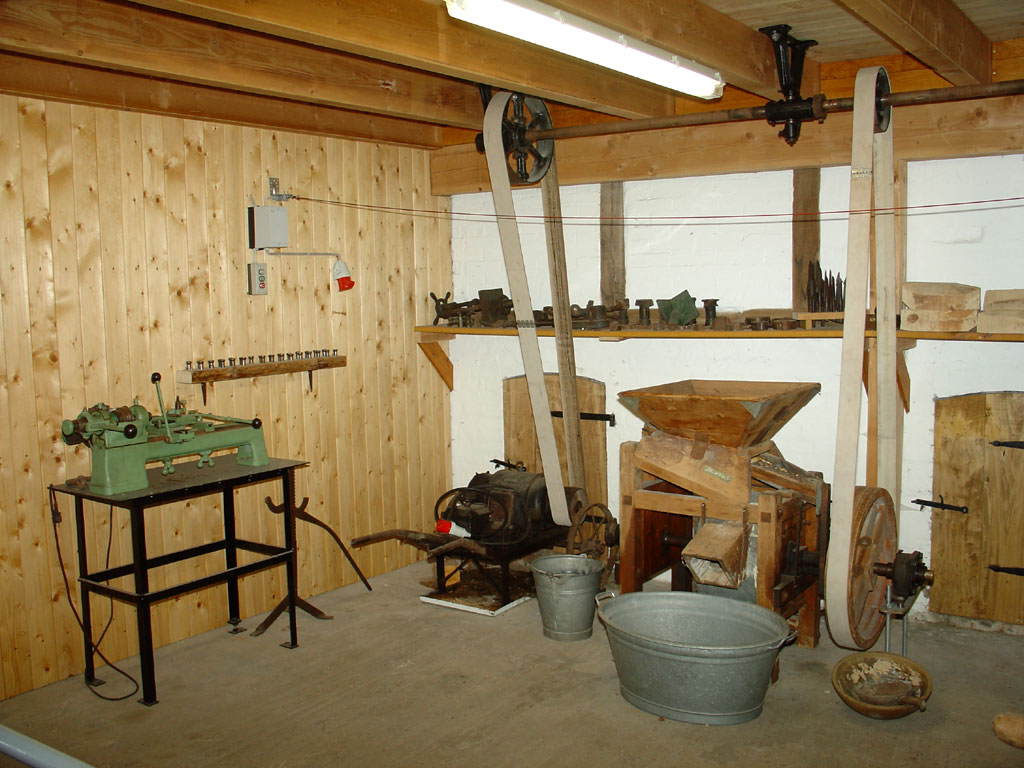
Mit einem Motor werden über eine Transmission mehrere Geräte angetrieben.

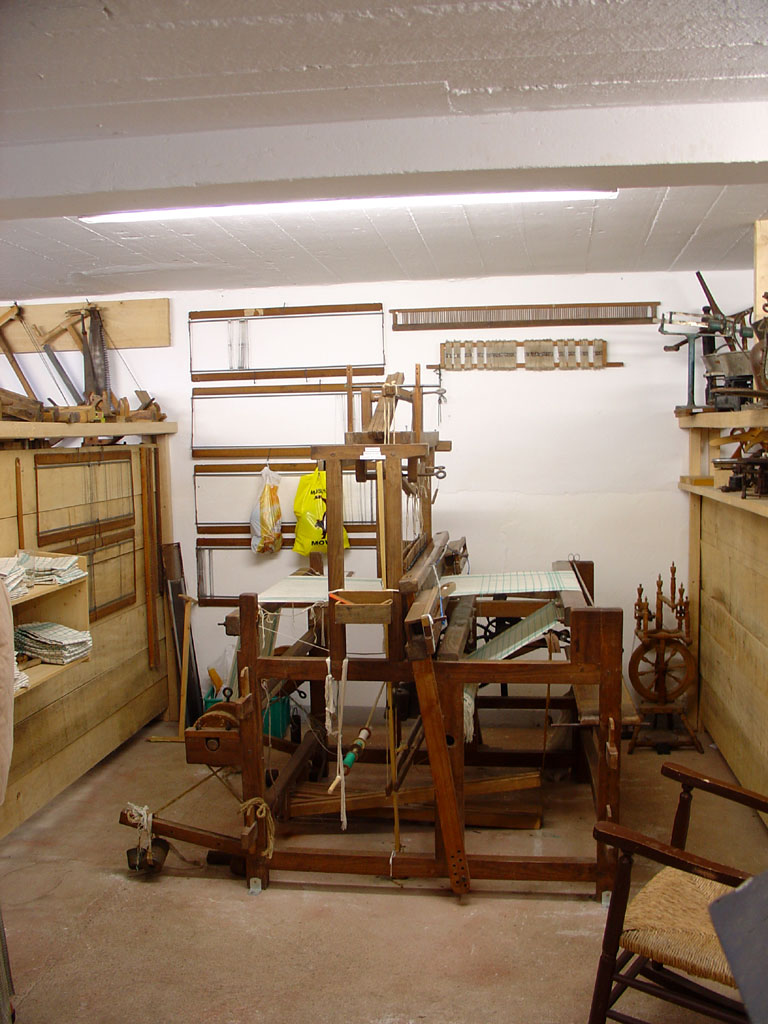
Auf einem mechanischen Webstuhl werden Tücher hergestellt.

Das Heimatmuseum Marienfeld ist ein heimatkundliches Museum auf dem Hof Schürmann in Marienfeld, Nordrhein-Westfalen. In vier Ausstellungsräumen werden hauptsächlich Handwerkzeuge und landwirtschaftliche Geräte gezeigt, die für die Gegend im östlichen Münsterland üblich waren.

## Geschichte
Am 12. März 1999 wurde von 38 Marienfelder Bürgerinnen und Bürgern der Verein Heimatmuseum Marienfeld e. V. gegründet. Bereits drei Jahre vorher wurden sich intensive Gedanken um die Gründung eines Museums gemacht. Im Vorfeld wurden die Vereinssatzung ausgearbeitet, Exponate gesammelt und Mitglieder gewonnen. Gespräche mit der Familie Schürmann erbrachten, dass das Heimatmuseum in deren ungenutzten Wirtschaftsgebäuden untergebracht werden konnte. Der Verein kümmerte sich komplett um Finanzierung des Projekts und nahm die Renovierungen der Räumlichkeiten vor. Am 12. September 1999, einem Tag des offenen Denkmals, wurde das Museum der Öffentlichkeit vorgestellt. Der örtliche Pfarrer, Heinrich Siemann, weihte das Museum ein. Zur Eröffnung zählte das Museum rund 200 Exponate und 2.500 Besucher. Seit der Gründung wurden 320 Führungen mit über 10.000 Besuchern durchgeführt (Stand: 2. März 2008).

### Aktionstage
Seit der Eröffnung werden jährlich „Aktionstage“ durchgeführt, bei denen die verschiedensten Arbeitsgeräte vorgeführt werden.
- 8. August 2010: Flachsverarbeitung, Backen und Schmieden
- 3. August 2008: Kommen, Gucken, Staunen
- 22. Juli 2007: Lebendiges Museum
- 23. Juli 2006: Holz
- 7. August 2005: Milch
- 1. August 2004: Oldtimer
- 3. Oktober 2003: Feldbestellung um 1950
- 6. Juli 2002: Waschtag

## Lage
Das Heimatmuseum liegt am Lutterstrang im ostwestfälischen Marienfeld, einem Ortsteil von Harsewinkel. In unmittelbarer Nähe befinden sich das Naturschutzgebiet Hühnermoor und der Radwanderweg R1.

## Exponate
- Zur Saisoneröffnung 2003 konnte erstmals ein vollständig restaurierter Lanz Bulldog aus dem Jahr 1941 gezeigt werden, der als Leihgabe im Museum zu sehen ist.
- Seit 2007 ist im Museum eine Transmission in Betrieb zu sehen. Über Flachriemen werden eine Ständerbohrmaschine und zwei weitere Maschinen angetrieben.
- Weitere Geräte sind ein Selbstbinder „IHC Mc Cormick“ von 1955 und eine Dreschmaschine „Westfalia EDK50/3590“ von 1941, die beide voll funktionsfähig sind.
- Im Museum finden sich auch Pflüge, Kartoffelerntemaschinen, Heuwender und Strohpressen.
- In der Ausstellung für Handwerk und Hauswirtschaft sind eine kleine Tischlerei, eine Webstube, eine Waschküche, eine Küche und eine Schmiede mit dem entsprechenden Werkzeug eingerichtet.
- Ein weiterer Ausstellungsraum zeigt einen Klassenraum mit altem Kartenmaterial und einige mechanische Rechenmaschinen.